# Покровка (Кармаскалинський район)
Покро́вка (рос. Покровка, башк. Покровка) — присілок у складі Кармаскалинського району Башкортостану, Росія. Входить до складу Карламанської сільської ради.
Населення — 47 осіб (2010; 44 в 2002).
Національний склад:
- росіяни — 73 %